# Huanghetitan
Famille
Genre
Espèce
Huanghetitan (signifiant « titan du fleuve Jaune) est un genre fossile de titanosaure du Crétacé inférieur retrouvé à Gansu, en Chine. L'espèce-type, H. liujiaxiaensis, a été décrite par H. You et al. en 2006. Elle est basée sur les fossiles de deux vertèbres caudales, un sacrum presque complet, des fragments de côtes et une partie d'épaule gauche découverts en 2004 dans la partie est du bassin Lanzhou, dans la province de Gansu.
Une deuxième espèce, H. ruyangensis, a été décrite en 2007 à partir d'échantillons retrouvés dans la formation géologique Mangchuan au xian de Ruyang, dans la province du Henan. Elle est basée sur les fossiles d'une colonne vertébrale partielle et de plusieurs côtes qui font partie des plus gros vestiges de dinosaures connus. Cette espèce est, avec le Daxiatitan et le Ruyangosaurus, l'un des plus gros dinosaures jamais retrouvés en Asie, voire du monde entier. En 2013, une publication de P. D. Mannion et al. affirme que cette espèce n'est pas reliée au H. liujiaxiaensis et qu'elle appartient à un autre genre.
En 2007, J. Lu et al. créent la famille liée au Huanghetitan, les Huangetitanidae. Cette famille a cependant été déterminée polyphylétique par Mannion et al..